# Исамедин Лимани
Исамедин Лимани (на албански: Isamedin Limani; на македонска литературна норма: Исамедин Лимани) е северномакедонски юрист.

## Биография
Роден е в 1966 година в тетовското село Добърце, тогава във Федерална Югославия. Завършва Юридическия факултет на Прищинския университет в 1990 година. От 1993 година работи в Съвета на община Тетово, а от 1997 година в община Желино. Полага правосъден изпит в Скопие в 2001 година. В 2002 година става член на Държавната изборна комисия на Република Македония. В 2004 година става съветник в министерството на правосъдието. От 2009 до 2011 година е съдия в Административния съд в Скопие. През март 2011 година е избран за съдия във Висшия административен съд, като встъпва във функция 30 юни 2011 година. През ноември 2011 година е избран за председател на Административния съд. От 2013 година същата година е съдия във Върховния съд на Република Македония.